# Private investment in public equity
 (décembre 2022).
Si vous disposez d'ouvrages ou d'articles de référence ou si vous connaissez des sites web de qualité traitant du thème abordé ici, merci de compléter l'article en donnant les références utiles à sa vérifiabilité et en les liant à la section « Notes et références ».
Le Private investment in public equity (PIPE) est une augmentation de capital (actions, obligations...) réservée à certains fonds de capital-investissement au lieu d'un Appel public à l'épargne. 
Ces opérations sont particulièrement appréciées des petites entreprises faisant appel public à l'épargne. Celles-ci émettent pour les fonds intéressés des actions à un prix généralement légèrement inférieur au prix de marché, la décote ne pouvant toutefois généralement pas dépasser 20 % par rapport au cours. Les entreprises émettrices obtiennent donc des ressources financières plus rapidement. Les fonds d'investissement de leur côté achètent des actions pour un prix avantageux et contrôlent le fonctionnement de l'entreprise en tant qu'actionnaires importants, ce qui leur permet d'optimiser sa gestion dans une optique de meilleure rentabilité.